# Pulmón (arácnidos)

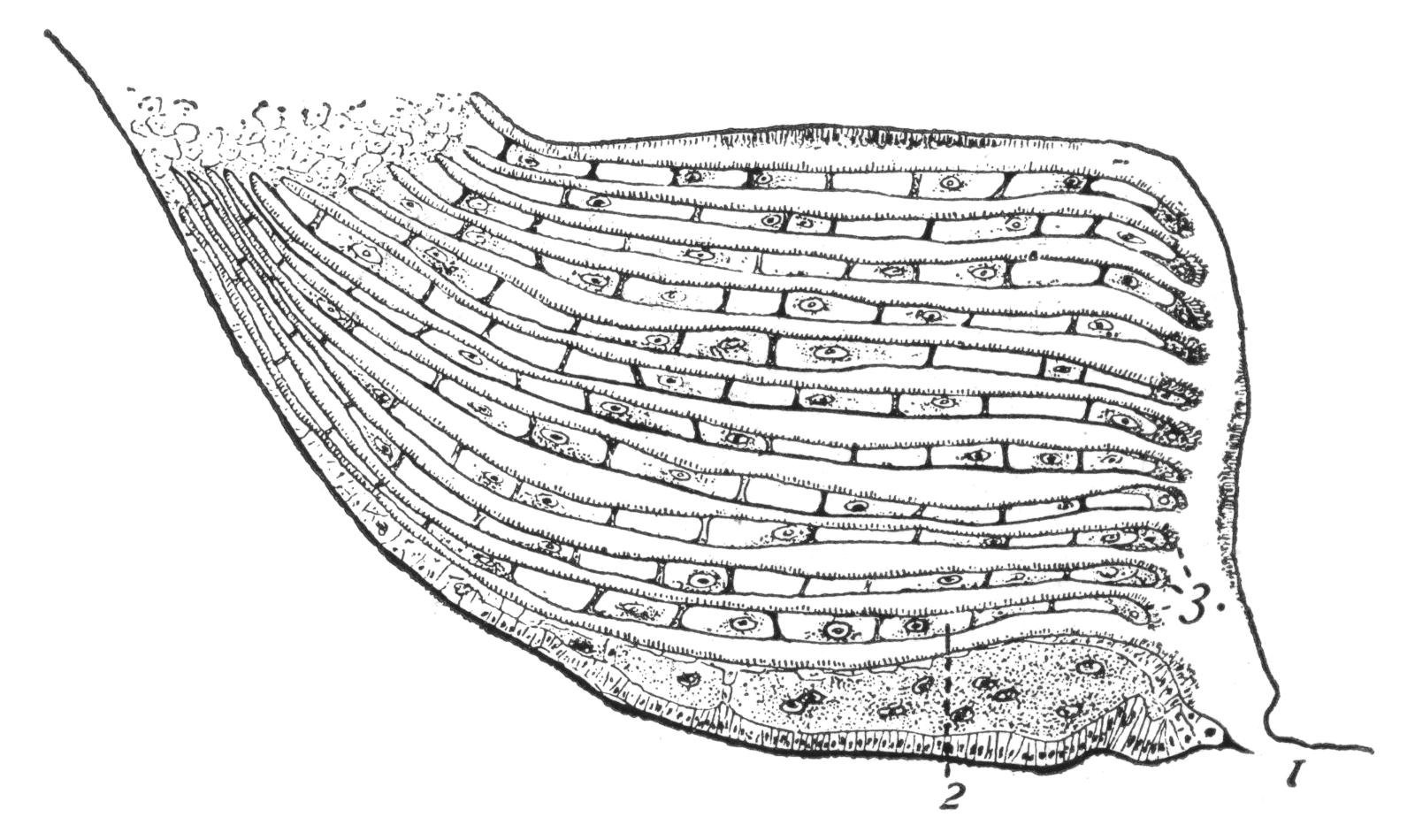
1: poro; 2: espacio lleno de hemolinfa; 3: láminas del pulmón

Los pulmones en libro, pulmones laminares o filotráqueas, son órganos respiratorios de arañas, escorpiones y otros arácnidos usados para el intercambio de gases atmosféricos y formados por una serie de cavidades de tejido del sistema respiratorio del animal, organizadas como las páginas de un libro (por lo que en inglés se le llama book lung). Cada uno de estos órganos se encuentra dentro de una cavidad abdominal ventral y conecta con el exterior a través de una pequeña abertura o ranura. Estos pulmones no están evolutivamente emparentados con los pulmones de los tetrápodos. Su número varía de un par en la mayoría de las arañas a cuatro pares en los escorpiones. Muchos arácnidos como los ácaros no tienen rastro de estos pulmones y respiran solamente a través de las tráqueas (delgados tubos) o de la superficie de su cuerpo.
El órgano está localizado en el interior del opistosoma o abdomen y en él se encuentra la hemolinfa (la sangre de los artrópodos). Los pliegues maximizan la superficie expuesta al aire y de ese modo facilitan el intercambio de gases con el ambiente. En la mayoría de las especies no se requiere del movimiento de las placas para facilitar la respiración.
Los arácnidos con pulmones en libro son clasificados en el taxón Arachnopulmonata confirmado por la filogenética molecular.